# Methanotorris
Genre
Espèces de rang inférieur
- Methanotorris formicicus
- Methanotorris igneus

Methanotorris est un genre d'archées de la famille des Methanocaldococcaceae.